# Liste von Fuchsbrunnen
In dieser Liste sind Fuchsbrunnen aufgeführt, also Brunnen im öffentlichen Raum, die den Fuchs zum Thema haben.

## Deutschland
| Bezeichnung                      | Bild           | Standort                                    | Bundesland          | Künstler            | Errichtung Einweihung | Weitere Informationen                                                                       |
| -------------------------------- | -------------- | ------------------------------------------- | ------------------- | ------------------- | --------------------- | ------------------------------------------------------------------------------------------- |
| Fuchsbrunnen (Berlin-Schöneberg) | weitere Bilder | Berlin-Schöneberg, Ceciliengärten 47 (Lage) | Berlin              | Max Esser           | 1912                  |                                                                                             |
| Fuchsbrunnen (Wuppertal)         | weitere Bilder | Wuppertal (Lage)                            | Nordrhein-Westfalen | Hellmuth Grüttefien | 1970                  | ; siehe auch: Liste der Brunnen in Wuppertal#Zweite Hälfte des 20. Jahrhunderts (1963–1989) |

## Weitere
| Bezeichnung                | Bild           | Standort                                                                                             | Staat   | Künstler           | Errichtung Einweihung | Weitere Informationen |
| -------------------------- | -------------- | --- | ------- | ------------------ | --------------------- | --- |
| Fuchsbrunnen (Barcelona)   | weitere Bilder | Barcelona, Sant Pere, Santa Caterina i la Ribera, Parc de la Ciutadella (Jardins de Fontseré) (Lage) | Spanien | Eduard B. Alentorn | 1884                  | Fuchs und Storch. – Teller und enghalsige Flasche zu Füßen des Storchs zeigen, dass die Darstellung sich auf die unter anderem bei Phaedrus und La Fontaine überlieferte Fabel Der Fuchs und der Storch bezieht. |
| Fuchsbrunnen (Bern)        | weitere Bilder | Bern, Botanischer Garten (Lage)                                                                      | Schweiz | Etienne Perincioli | 1940                  | |
| Fuchsbrunnen (Kyoto)       | weitere Bilder | Kyoto (Lage)                                                                                         | Japan   |                    |                       | |
| Fuchsbrunnen (Luzern)      | weitere Bilder | Luzern (Lage)                                                                                        | Schweiz |                    |                       | |
| Fuchsbrunnen (Weissenbühl) | weitere Bilder | Weissenbühl (Lage)                                                                                   | Schweiz | Walter Schnegg     | 1954                  | |
| Fuchsbrunnen (Wollishofen) |                | Zürich-Wollishofen                                                                                   | Schweiz |                    |                       | |
| Fuchsbrunnen (Zürich)      |                | Zürich                                                                                               | Schweiz |                    |                       | |